# 三重県道14号菰野東員線
三重県道14号菰野東員線（みえけんどう14ごう こものとういんせん）は、三重県三重郡菰野町から員弁郡東員町に至る主要地方道（三重県道）である。

## 概要

### 路線データ
2016年（平成28年）4月1日現在。
- 起点：三重郡菰野町福村字西林95の3番地先[3]（菰野駅入り口）
- 終点：員弁郡東員町穴太字東往環1681-1番地先[3]（弁天橋西交差点）
- 総延長：14.4053km[1]
  - 実延長：14.3833 km[1]
  - 重用延長：22.0m[1]
- 橋梁：27本（総延長：601.0m）[1]

## 歴史
- 1954年（昭和29年）1月20日 - 建設省（現・国土交通省）が主要地方道員弁菰野線を指定。
- 1955年（昭和30年）3月8日 - 三重県が員弁菰野線（整理番号16）を路線認定[4]。
- 1965年（昭和40年）8月27日 - 整理番号を16から14へ変更。
- 1972年（昭和47年）3月31日 - 員弁菰野線（整理番号14）を廃止し、菰野東員線（整理番号14）を路線認定[1][2]。長深以北の旧道は重複していた三重県道402号員弁四日市線へ降格。
- 1993年（平成5年）5月11日 - 建設省から、県道菰野東員線が菰野東員線として主要地方道に再指定される[5]。

## 路線状況

### 別名
- 員弁街道（東員町、菰野町、四日市市）
- 濃州道（東員町、菰野町、四日市市）

### 重複区間
- 三重県道616号田光四日市線（菰野町下村 地内）
- 三重県道142号桑名東員線（東員町山田・川西交差点 - 東員町六把野新田・神田変電所前交差点）

### 利用状況
交通量
| 地点                   | 平日12時間        | 平日24時間        |
| 地点                   | 2005年度⇒2010年度 | 2005年度⇒2010年度 |
| 三重郡菰野町下村       | 3,579台⇒ 3,540台  | 4,653台⇒ 4,708台  |
| 員弁郡東員町南大社     | 1,722台⇒ 2,311台  | 2,239台⇒ 3,027台  |
| 員弁郡東員町六把野新田 | 10,794台⇒11,092台 | 14,572台⇒14,752台 |

## 地理

### 通過する自治体
- 三重郡菰野町
- 四日市市
- 員弁郡東員町

### 交差する道路

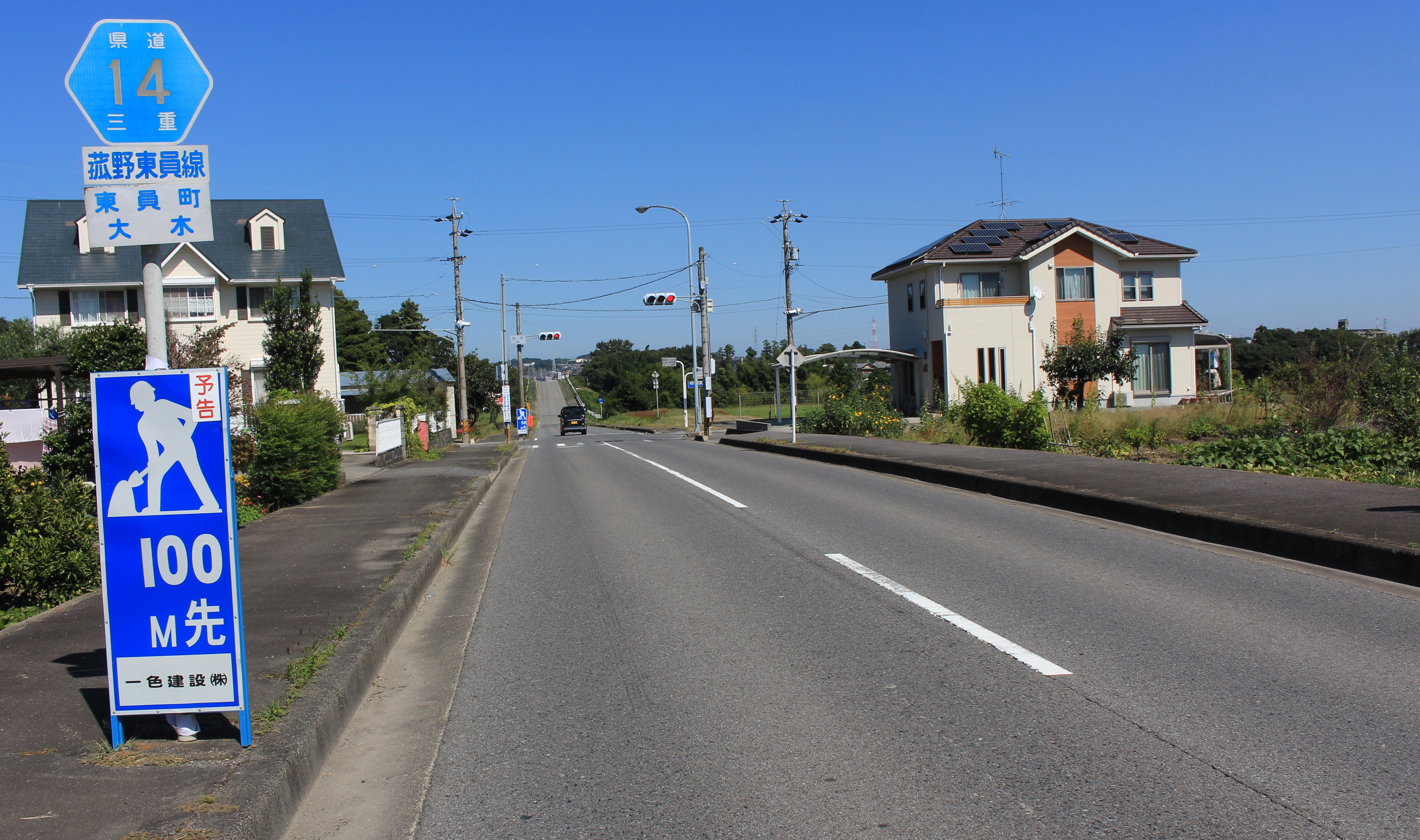
三重県道14号菰野東員線、員弁郡東員町大木にて

- 国道477号・三重県道559号菰野停車場線（起点）
- 三重県道140号四日市菰野大安線（菰野町福村）
- 三重県道624号千草赤水線（菰野町吉澤）
- 三重県道616号田光四日市線（菰野町下村）
- 三重県道616号田光四日市線（菰野町下村）
- 三重県道620号平津菰野線（菰野町川北）
- 三重県道621号永井保々停車場線（四日市市西村町）
- 国道365号（三重県道3号桑名大安線・三重県道9号四日市員弁線 重複）（東員町南大社）
- 三重県道556号大泉東停車場北大社線（東員町大木・大木交差点）
- 三重県道612号多度東員線（東員町鳥取・鳥取交差点）
- 三重県道142号桑名東員線（東員町山田・川西交差点）
- 三重県道142号桑名東員線（東員町六把野新田・神田変電所前交差点）
- 三重県道623号四日市東員線（東員町穴太・穴太東交差点）
- 国道421号（終点）

### 沿線にある施設など
- 佐藤ピッグファーム
- ホンダロジスティクス四日市営業所
- 保々郵便局
- 四日市市役所保々地区市民センター
- 四日市市立保々小学校
- 四日市市立保々中学校
- 三岐鉄道三岐線 北勢中央公園口駅
- 東員町スポーツ公園
- 東員町立東員第一中学校

## 参考資料
- 『県別マップル24 三重県道路地図』昭文社、2009年3版1刷発行、ISBN 978-4-398-62474-1 （21,22,25ページ）
- 『路線認定調書 平成28年4月1日』三重県、2016年、94頁。